# Sloup se sochou Panny Marie (Máslojedy)
Sloup se sochou Panny Marie se nalézá v areálu vojenského hřbitova padlých bitvy u Hradce Králové z války roku 1866 u silnice směrem na Hořiněves v obci Máslojedy v okrese Hradec Králové. Barokní pískovcový mariánský sloup z poloviny 18. století od neznámého autora je chráněn od  31. března 1995 jako kulturní památka ČR. Národní památkový ústav tuto sochu uvádí v katalogu památek pod rejstříkovým číslem ÚSKP 10516/6-5848.

## Historie
Mariánský sloup od neznámého autora pocházející z roku 1700 byl v roce 1868 přemístěn na své současné místo v areálu vojenského hřbitova padlých v bitvě u Hradce Králové.

## Popis
Mariánský sloup se nalézá v centru vojenského hřbitova v Máslojedech naproti vchodu do hřbitova. Sloup stojí v pískovcové čtvercové ohrádce sestávající ze čtyř okosených sloupků, mezi nimiž jsou pískovcové desky zdobené kartušemi. Ve středu ohrádky stojí na odstupňovaném čtvercovém soklu hladký toskánský sloup o kruhovém půdoryse zakončený hlavicí s prstenci. Na střední části soklu je vytesán nápis "ANNO 1700", pod ním "Přeloženo roku 1868". Na hlavici sloupu stojí socha Panny Marie ve vzpřímeném postoji oděná ve volně splývajícím rouchu a se sepjatýma rukama. Na pravé ruce má zavěšen růženec.